# Srđan Baljak
Srđan Baljak (født 25. november 1978) er en tidligere serbisk fodboldspiller.